# 2020年12月

## 12月1日
- 加拿大演员宣布出柜成为变性人。[1]
- 中国国家航天局月球探测卫星嫦娥五号成功着陆月球吕姆克山，执行自苏联月球24号以来的首次月球采样返回任务。[2]
- 香港有线电视新闻部突然裁员40人，包括专题节目《新闻刺针》全体成员在内，触发另一档专题节目《有线中国组》的成员集体总辞。[3]

## 12月2日
- 香港西九龙裁判法院就去年6月21日包围湾仔警察总部案作出判决，被告人周庭、黄之锋和林朗彦分别被判10个月、13.5个月及7个月监禁，即时还押。[4]
- 中華人民共和國國家航天局的探測器嫦娥五號在月球呂姆克山附近成功降落，並採集表面岩石。

## 12月4日
- 中国科学技术大学相关技术团队成功研制出量子计算原型机九章。[5]
- 可控核聚变托卡马克装置中国环流器二号M在成都市建成并实现首次放电[6]。
- 巴西米纳斯吉拉斯州若昂蒙莱瓦迪一輛大巴从公路桥上坠落，造成17人死亡、27人受伤[7]。
- 孟加拉政府正式啟動將10萬名羅興亞難民遷移至孟加拉灣北部島嶼藤加查爾島的計劃。

## 12月6日
- 隼鳥2號收集小行星龍宮樣本的回收密封艙在澳大利亞南部沙漠地帶成功降落。[8]
- 2020年羅馬尼亞議會選舉進行投票。[9]
- 2020年委內瑞拉議會選舉（英语：2020 Venezuelan parliamentary election）進行投票。[10]

## 12月7日
- 美國財政部因中國全國人民代表大會常務委員會褫奪4名香港立法會議員的資格，宣佈制裁包括中共中央政治局委員王晨在內的第十三屆全國人大常委會副委員長全數共14人[11]。
- 2020年加納大選（英语：2020 Ghanaian general election）進行投票[12]。
- 美國唱片公司環球音樂集團購買曾獲得諾貝爾文學獎的創作歌手所有作品的著作權。
- 曾經搭乘X-1試驗機突破音障的美國空軍試飛員查克·葉格在洛杉磯逝世，終年97歲。

## 12月8日
- 中华人民共和国与尼泊尔共同宣布珠穆朗玛峰最新高程为8848.86米。[13]
- 在國家自由黨於議會選舉中失利後，羅馬尼亞總統克勞斯·約翰尼斯接受總理盧多維克·奧爾班辭職。

## 12月9日
- 印度尼西亚舉行地方選舉（英语：2020 Indonesian local elections）。[14]
- 加納選舉委員會宣佈現任總統納納·阿庫福-阿多在12月7日的總統選舉獲勝，成功連任。[15]
- 联合国环境署發表《2020年排放差距報告》。[16]

## 12月10日
- 台湾宜兰县近海发生ML 6.7级地震。[17]除台湾本岛所有县市均观测到2级及以上的震度外，澎湖县和连江县也分别观测到了2级和1级的震度。[18]日本冲绳县和中国大陆东南沿海地区均有震感。[19][20]
- 連接阿富汗赫拉特與伊朗卡夫（英语：Khaf, Iran）的客貨運鐵路線部分路段通車，該條鐵路是第一條連接阿富汗與伊朗的鐵路線。[21][22]
- 美國總統唐納·川普發表聲明，表示美國承认摩洛哥擁有整個西撒哈拉地区的主權。[23]
- 在美國承認摩洛哥對於西撒哈拉地區的主權主張後，摩洛哥和以色列同意建立外交關係。

## 12月11日
- 武裝分子在尼日利亞北部卡齊納州坎卡拉一所男子寄宿中學擄走數百名學生。[24]

## 12月12日
- 聯合國秘書長安東尼歐·古特瑞斯在《巴黎協定》5週年視訊會議上呼籲各國宣布進入「氣候緊急狀態」。

## 12月13日
- 2020年美国联邦政府数据泄露事件。

## 12月14日
- 南美洲的智利南部和阿根廷地區觀測到日全食現象，這也是2020年唯一一次日全食紀錄。
- 由於土耳其購買俄羅斯S-400飛彈系統，美國政府宣布對土耳其軍購單位實施制裁行動。
- 韩国国会通过《韩朝关系发展法》修正案，将将向朝鲜放飞气球的活动定为刑事罪行，违反者将被处以3年以下有期徒刑或3000万韩元以下罚款。[25]

## 12月17日
- 嫦娥五号携带月壤样本成功返回地球。[26]
- 聯合國教科文組織將芬蘭三溫暖、中國太極拳、大韓民國燃燈會、非洲古斯米等列為非物質文化遺產。

## 12月19日
- 中非共和國政府指責前總統弗朗索瓦·博齐泽企圖發動政變。[27]

## 12月21日
- 木星和土星在夜空大合相，是自1623年以來的首次距離最靠近的大合相，也是自1226年以來首次清晰可見的近距離大合相。[28]

## 12月22日
- 南極洲貝納爾多·奧伊金斯將軍站首次出現2019冠狀病毒群聚感染事件，標誌著疫情已傳遍地球七大洲[29]。
- 中华人民共和国新一代面向商业航天用途的长征八号运载火箭在文昌航天发射场完成首飞任务[30]。
- 以色列議會由於未能在12月22日午夜期限前通過財政預算案，根據法律將自動解散，新的議會選舉將於2021年3月舉行。[31]
- 俄羅斯外交部針對的中毒案，宣布對歐洲聯盟國家採取反制裁措施。
- 阿根廷足球員踢進在的第644球，成為效力單一足球俱樂部進球最多的球員。

## 12月23日
- 埃塞俄比亞本尚古勒-古馬茲州梅特克爾地區的一個村遭到身份不明的武裝人員襲擊，超過100人喪生。[32][33]

## 12月24日
- 英国與欧洲联盟达成《英欧贸易合作协定》。[34]
- 一艘载有約45名非洲难民的船只在突尼斯对开海面沉没，至少20人喪生，当时该船只正计划穿过地中海抵达意大利兰佩杜萨岛。海岸警卫队派出救援队伍，暫時找到5名生還者。[35]

## 12月27日
- 2020年中非共和國大選進行投票。[36]
- 2020年尼日爾大選（英语：2020 Nigerien general election）進行投票。[37]

## 12月29日
- 克罗地亚錫薩克-莫斯拉維納縣發生矩震級6.4地震，造成7人喪生。[38]
- 英国與越南簽署自由貿易協定。[39]

## 12月30日
- 也门臨時首都亞丁的亞丁國際機場發生襲擊事件，造成至少26人喪生。[40]
- 阿根廷国家参议院以38票支持、29票反對通過墮胎合法化。[41]
- 历经7年35次谈判，中欧领导人于2020年12月30日晚共同宣布如期完成中欧投资协定谈判[42]。

## 12月31日
- 黎智英保释令被法院撤销。[43]
- 澳大利亚总理斯科特·莫里森宣布将国歌《前進澳洲美之國》歌词中的“我们年轻且自由”（For we are young and free）改为“我们团结且自由”（For we are one and free），体现国家对澳大利亚土著和托雷斯海峡岛民遗产的认可。新版本歌词于次年元月1日生效。[44]
- 紐約證券交易所公布因美國總統特朗普11月12日簽署行政命令，將開始3間中國電訊公司中國移動、中國電信及中國聯通（香港）的除牌程序。[45]
- 英國脫歐過渡期於23:00 GMT（24:00 CET）結束。《英欧贸易合作协定》開始臨時適用。[46]
- 非洲联盟－联合国达尔富尔混合行动（英语：United Nations–African Union Mission in Darfur）結束任務。[47]